# Egmont von Chasôt

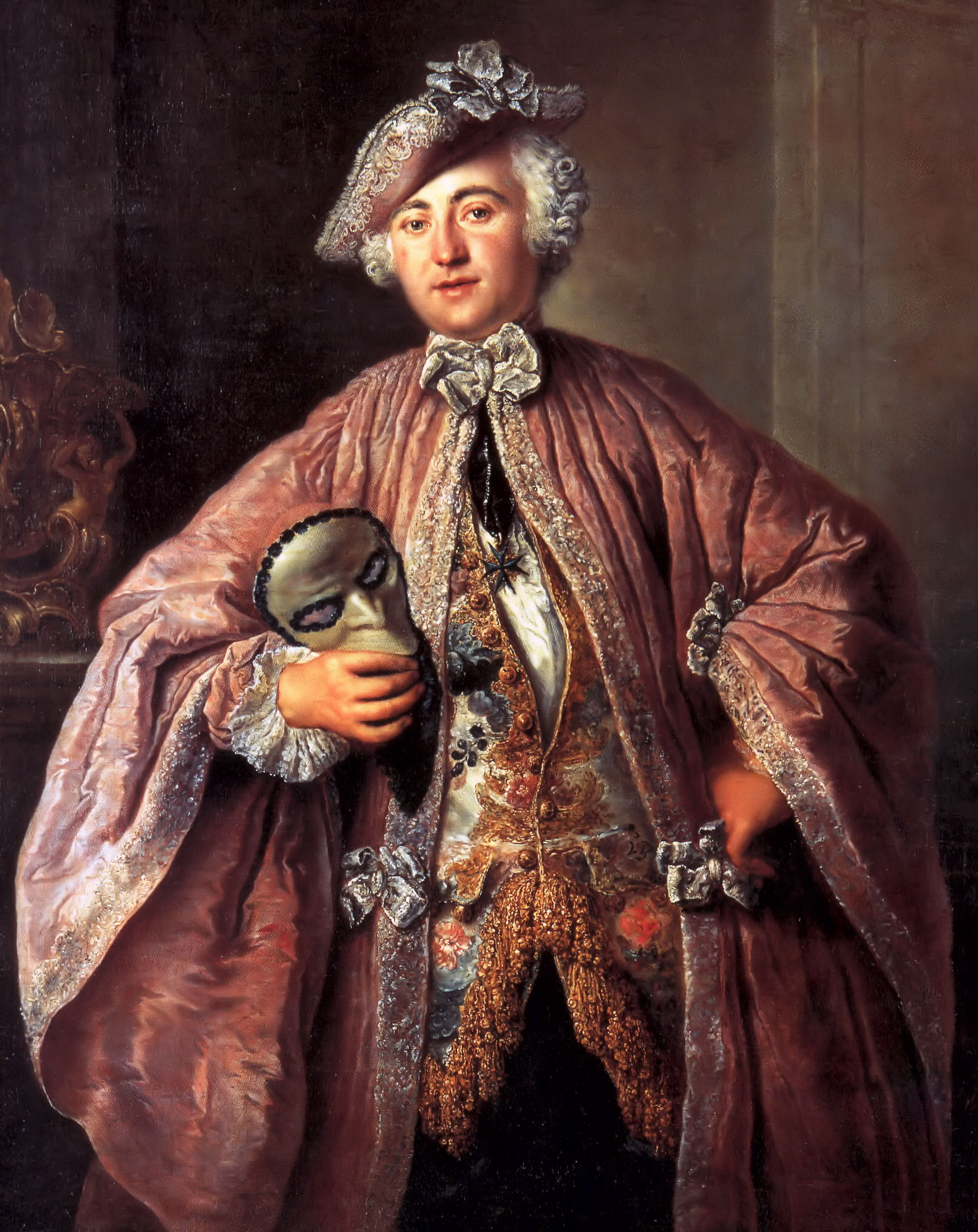
Egmont von Chasôt, porträtiert von Antoine Pesne. Aus der Sammlung von Friedrich II., heute im Haus Doorn

Isaak Franz Egmont Graf von Chasôt, ursprünglich Isaac François Egmonde Vicomte de Chasôt (* 18. Februar 1716 in Caen; † 24. August 1797 in Lübeck) war ein preußischer Offizier und später Stadtkommandant der Hansestadt Lübeck.

## Leben
Egmont von Chasôt entstammte der ursprünglich im Burgund ansässigen französischen Adelsfamilie Chasôt und erhielt seine Ausbildung bei der französischen Armee, aus der er wegen eines Duells, das für seinen Gegner tödlich endete, zu den Deutschen flüchten musste. Er machte die Bekanntschaft Friedrichs des Großen, der an ihm Gefallen fand. Ein 1852 entstandenes Gemälde von Adolph Menzel zeigt Friedrich den Großen und die Tänzerin Barbarina mit Chevalier de Chasôt, Graf Algarotti und General Rothenburg. In preußischen Diensten nahm er an der Schlacht bei Mollwitz und der Schlacht bei Hohenfriedberg teil.

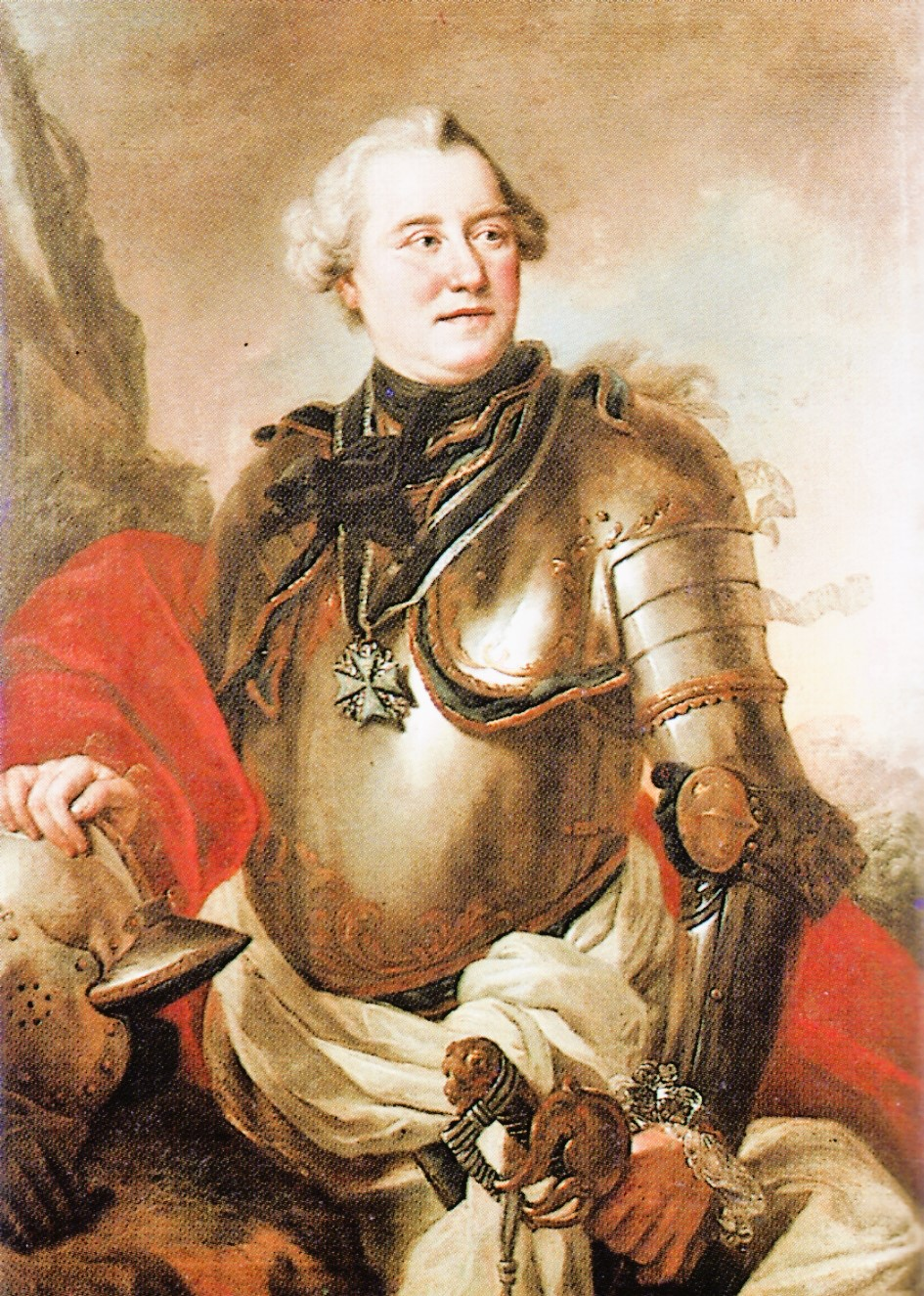
Egmont von Chasôt, porträtiert von Stefano Torelli, St. Annen-Museum, Lübeck

Im Anschluss daran wurde er von Friedrich mit dem Orden Pour le Mérite ausgezeichnet und in den preußischen Grafenstand erhoben. 1740 war er Kommandeur des Garde-Jäger-Bataillons. Nach einem weiteren Duell 1746 wurde er zu Festungshaft in Spandau verurteilt, was seinem Verhältnis zu Friedrich aber keinen Abbruch tat. Nach einem Monat Haft wurde er begnadigt. 1750 wurde er zum Oberstleutnant befördert, fiel aber 1752 in Preußen in Ungnade.
Zunächst ging er nach Neustrelitz, wo er seit den 1740er Jahren schon mehrfach geweilt und sich ein Stadtpalais erbaut hatte. Hier kaufte er ein Lustschloss am südlichen Stadtrand von Neustrelitz, aus dem sich später das Stadtgut Marly von Strelitz entwickelte, und wurde erster Intendant der um 1728 gegründeten Hofkapelle von Mecklenburg-Strelitz. Als Günstling der Herzogin Dorothea Sophie weilte er häufig am Neustrelitzer Hof.
Nach dem Regierungswechsel in Mecklenburg-Strelitz 1752/1753, bei dem er möglicherweise in Ungnade fiel, ging er nach Lübeck. Schon 1754 wurde er Bürger der Hansestadt. 1759 wurde er hier als Nachfolger von Michael Detlef von Bradke zum Stadtkommandanten und Generalleutnant des Lübecker Stadtmilitärs ernannt. Als solcher war er zwar in keine ruhmreichen Schlachten mehr verwickelt, konnte aber für Lübeck den Schaden durch bedrohliche Situationen im Siebenjährigen Krieg gering halten, was die Lübecker bei seinen Ansprüchen auch einiges kostete. Er schuf sich vor den Mauern der Stadt an der Wakenitz ein bemerkenswertes Anwesen, das er Marli nannte (nach Schloss Marly-le-Roi) und das zur Keimzelle des gleichnamigen Lübecker Stadtbezirks wurde. Aus seiner Ehe mit Camilla (1744–1820), der Tochter des vorübergehend in Lübeck beschäftigten italienischen Malers Stefano Torelli, hatte er zwei Söhne, Friedrich Ulrich (* 8. Juni 1761; † 1800) und Ludwig August Friedrich Adolf. Beim Ältesten wurde König Friedrich Taufpate, ein Zeichen für eine Verbesserung ihres Verhältnisses nach dem Zerwürfnis. Beide Söhne wurden später preußische Offiziere.